# محمد الزبيدي (لاعب كرة قدم مواليد 1997)
محمد علي الزبيدي لاعب كرة قدم سعودي ، يلعب في مركز الظهير الأيسر.

## مسيرة اللاعب
لعب سابقاً في نادي الاتفاق و انتقل إلى الأهلي في عام 2018 و أعير إلى نادي الحزم في عام 2019 و أعير إلى نادي ضمك في عام 2020 و لعب بعدها مع نادي العروبة ونادي الترجي.

## روابط خارجية
- محمد الزبيدي على موقع قاعدة بيانات كرة القدم.إي يو (الإنجليزية)
- محمد الزبيدي على موقع Soccerway.com (الإنجليزية)